# Олтень (Прахова)
Олтень, Олтені (рум. Olteni) — село у повіті Прахова в Румунії. Входить до складу комуни Тейшань.
Село розташоване на відстані 87 км на північ від Бухареста, 31 км на північ від Плоєшті, 57 км на південний схід від Брашова.

## Населення
За даними перепису населення 2002 року у селі проживали 754 особи, усі — румуни. Усі жителі села рідною мовою назвали румунську.